# Burg Rauheneck (Ebern)
Die Burg Rauheneck (heute gängige Schreibweise Raueneck, bewaldetes Eck, Bergsporn) ist die Ruine einer Amtsburg des Bistums Würzburg in den Haßbergen im Landkreis Haßberge, Unterfranken, Bayern (Deutschland). Die stark sanierungsbedürftige Anlage war bis 2006 wegen Einsturzgefahr gesperrt und kann seit der Sicherung von 2018/19 wieder betreten werden.

## Geografische Lage
Die Ruine der Höhenburg liegt auf einem westlichen Bergausläufer des Haubeberges (428 m ü. NN) nördlich des Dorfes Vorbach, eines westlichen Stadtteils der ehemaligen Kreisstadt Ebern. Sie ist umgeben von den Mischwaldbeständen des Naturparks Haßberge.

## Geschichte

### Burg

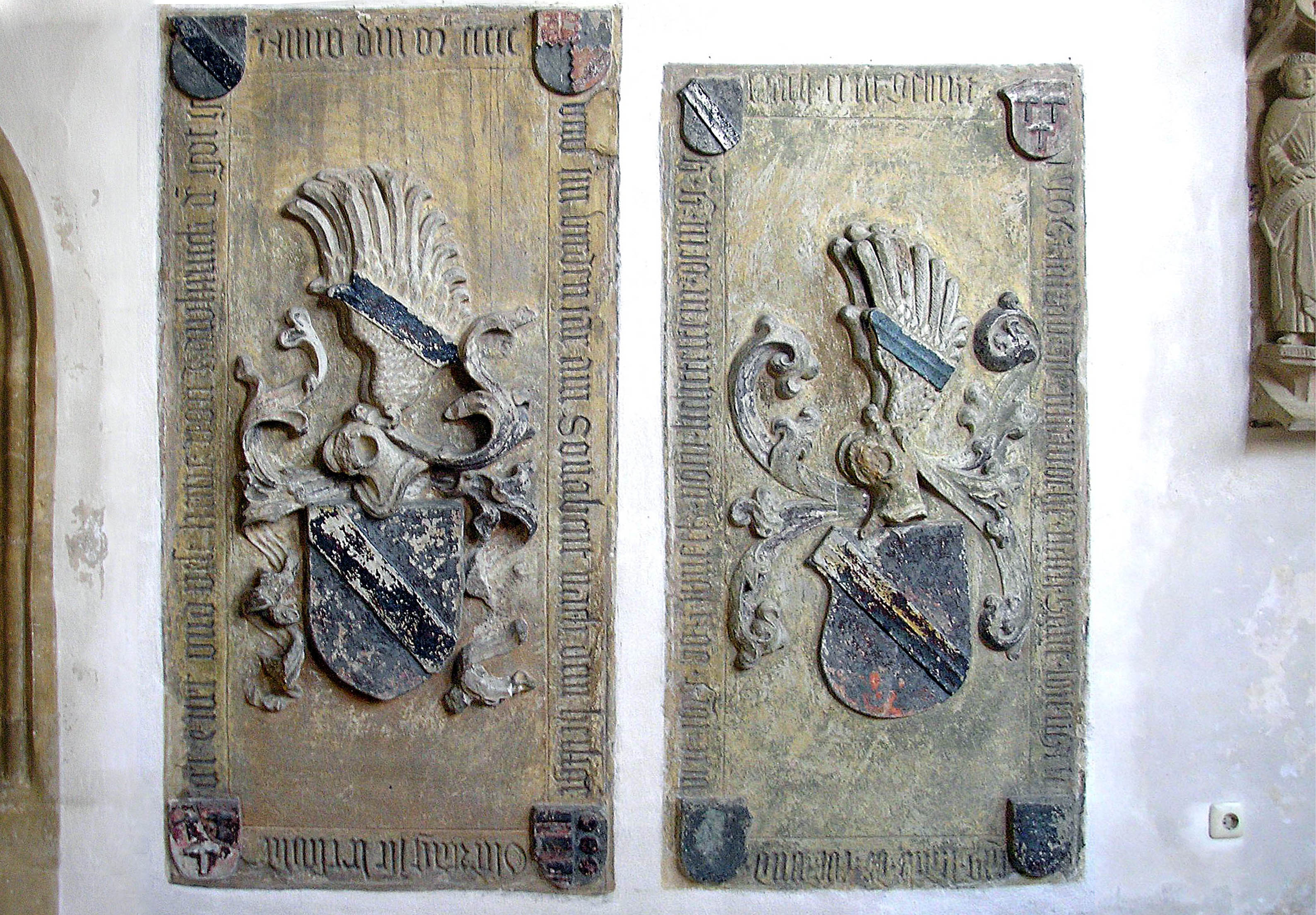
Die Grabplatten der letzten Marschalke von Rauheneck in der Pfarrkirche St. Kilian zu Pfarrweisach

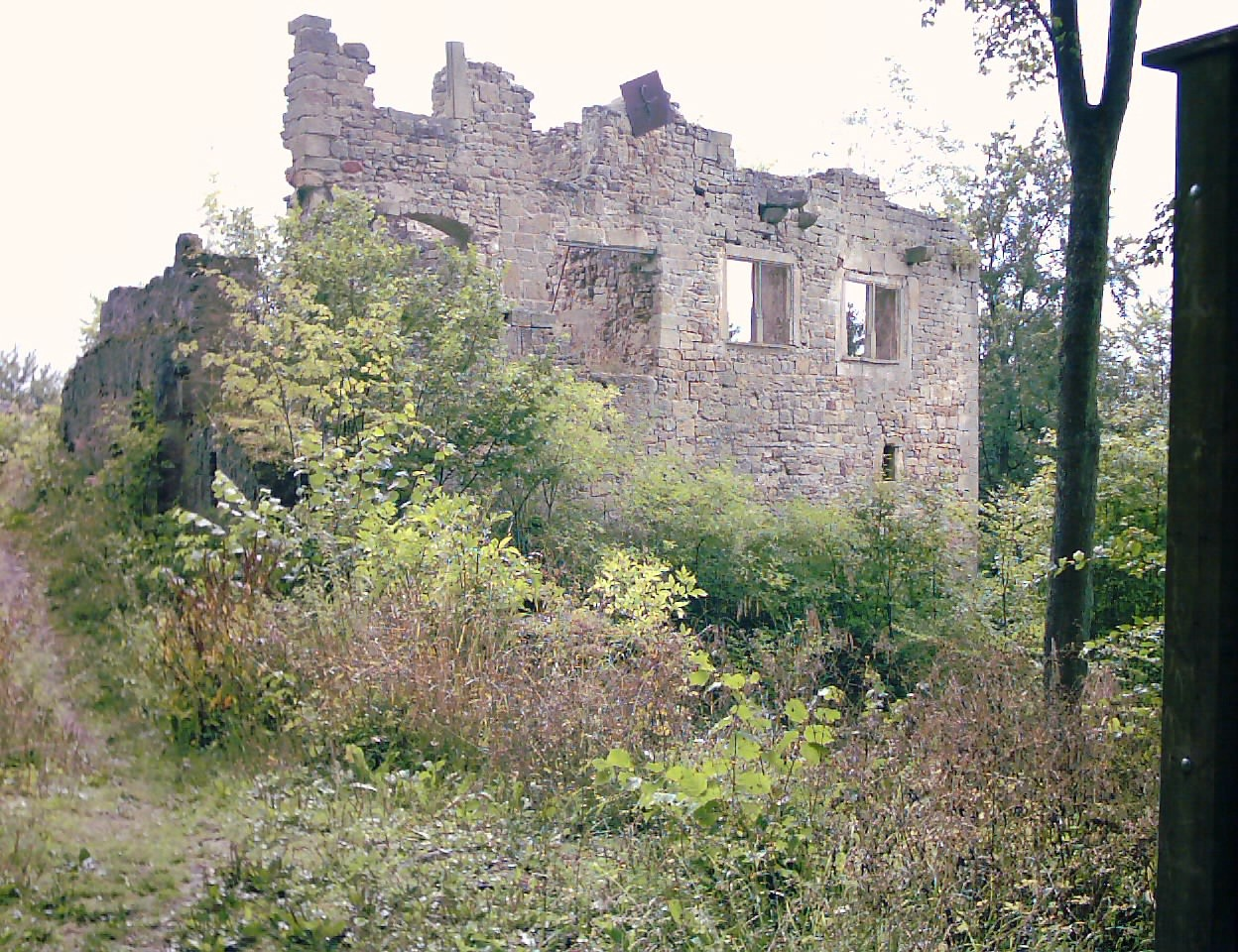
Der Palas im August 2005

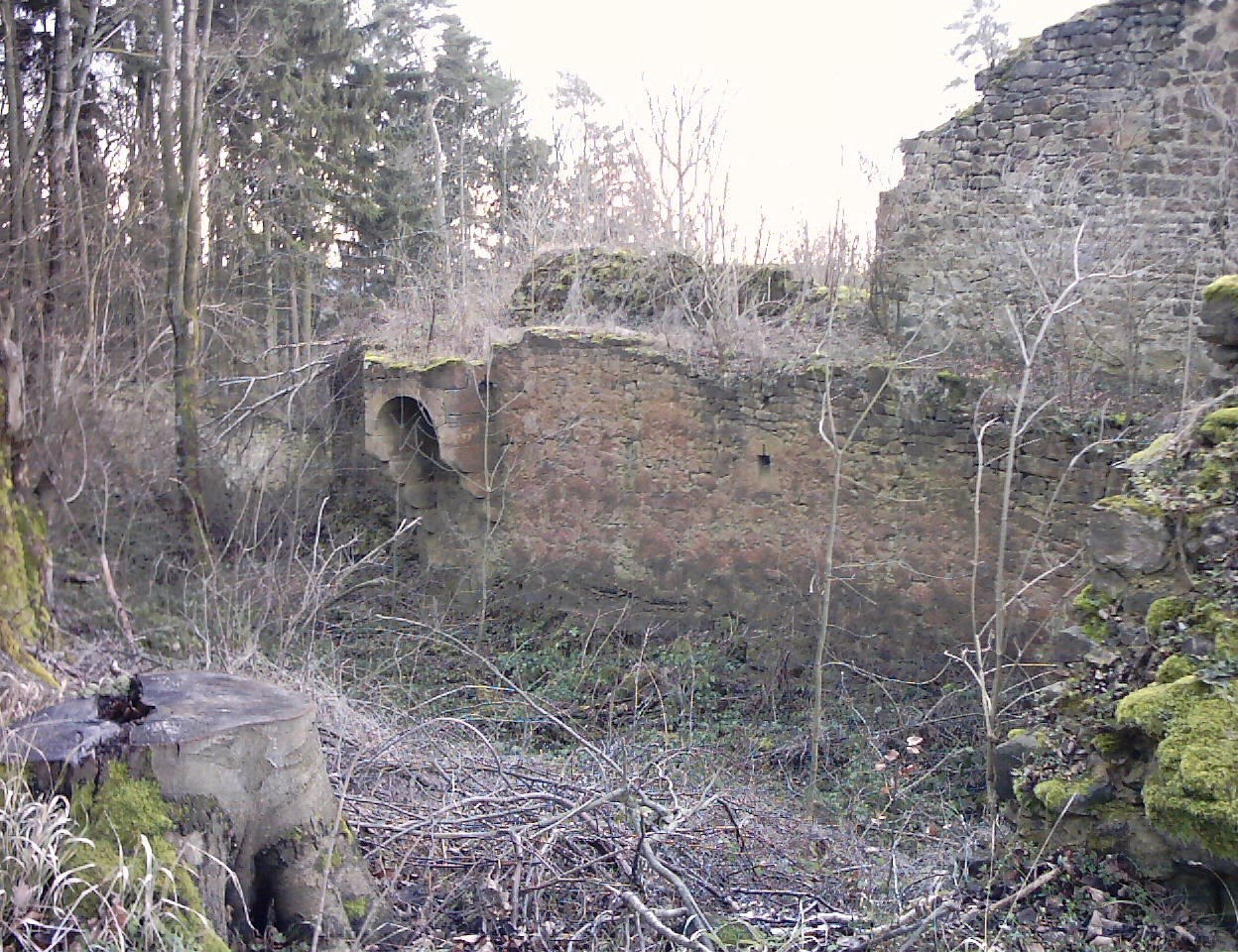
Die hussitenzeitlichen Zwingeranlagen mit dem teilweise erhaltenen Schießerker

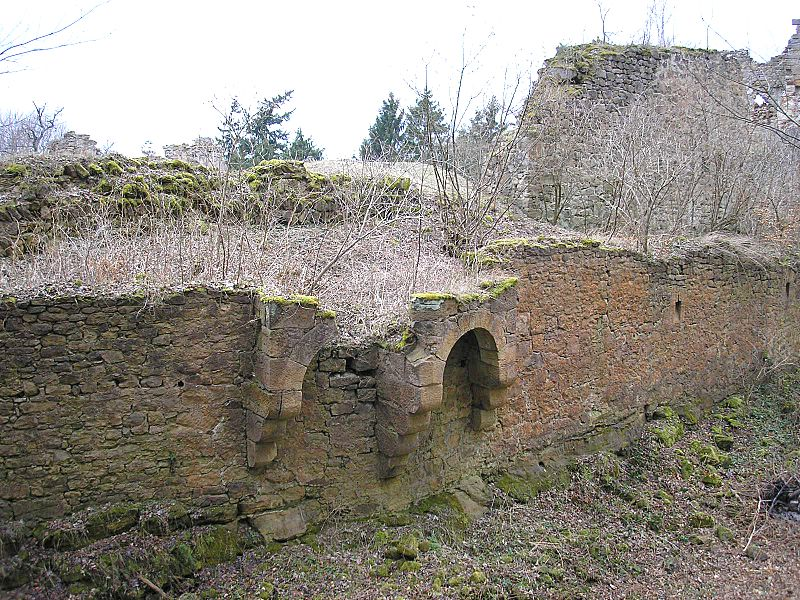
Zwinger, Schießerker und die Reste der älteren Ringmauer. Der Schießerker wurde bei der Sicherung 2018/19 teilrekonstruiert (Vorzustand)

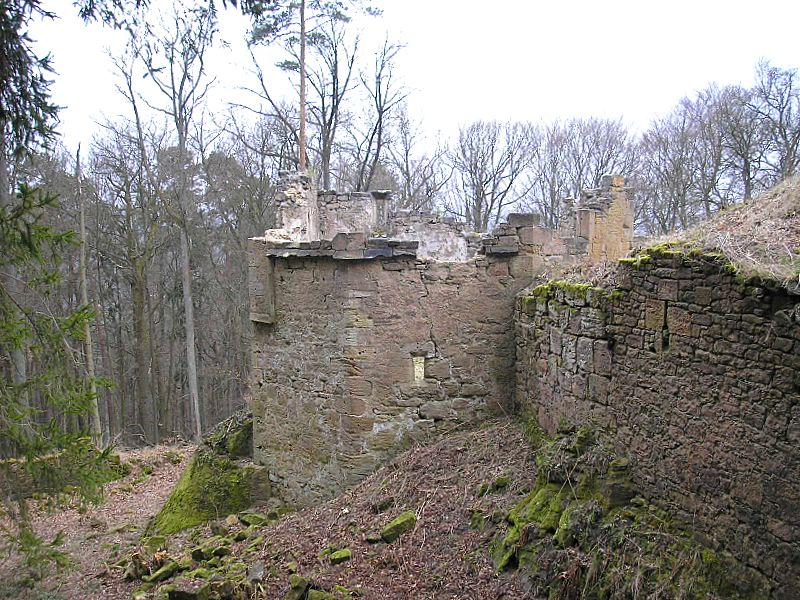
Fortschreitender Verfall der Burgkapelle, gestoppt durch die Sicherung von 2018/19

Der Sage nach soll die Burg Rauheneck um 1180 nach der Zerstörung der Nachbarburg Bramberg von den vertriebenen Brambergern errichtet worden sein. Die Familie nannte sich daraufhin nach ihrer neuen Burg. Im Jahre 1231 stellte sich der Edelfreie Ludwig von Ruheneke mitsamt der halben Burg und sonstigen Liegenschaften unter die Lehnshoheit des Bistums Würzburg. Dies geschah sicherlich nicht ganz freiwillig. Die Familie von Rau(h)eneck soll bereits kurze Zeit später (um 1250) erloschen sein.
Die in den Schriftquellen nachweisbaren Herren von Rauheneck werden dort als „nobiles“ (Edelfreie) bezeichnet. Ein genealogischer Zusammenhang mit den Edelfreien von Bramberg ist tatsächlich anzunehmen. Friedrich von Rauheneck führte gelegentlich den Beinamen „von Bramberc“. Er stellte sich im Streit um das Erbe der Andechs-Meranier gegen das Bistum Bamberg (um 1248).
Zum Schutz der Herrschaft verbündete sich das Geschlecht mit zahlreichen Niederadelsfamilien der Umgebung und gab seinen Eigenbesitz an seine Vasallen weiter. Georg Ludwig Lehnes zählte 1841/42 in seiner Geschichte des Baunach-Grundes die Herren von Lichtenstein, Kößeln, Gemeinfeld, Brünn, Hofheim, Ostheim, Scherschlitz, Kotzenwinden (Kurzewind), Redwitz, Breitenbach, Westheim, Mehried, Holfeld, Neubrunn, Schoder und Kliebern zur Gefolgschaft der Rauenecker. Die Namen einiger dieser Dienstleute belegen, dass im Hochmittelalter in nahezu jedem Ort der Umgebung eine Ortsadelsfamilie ansässig war. Allerdings sind alle diese Sippen im Lauf der Jahrhunderte wieder erloschen oder in den Bürger- oder Bauernstand zurückgefallen.
Möglicherweise war die Annäherung an das Hochstift Würzburg eine Reaktion auf innerfamiliäre Konflikte. Wegen einer Auseinandersetzung mit seinem Neffen Friedrich trug Ludwig von Rauheneck seine Güter dem Bistum 1244 ein zweites Mal zu Lehen auf. Zum Ausgleich wurde er als Burgmann auf Rauheneck eingesetzt.
Das Hochstift besetzte die Burg nach dem Aussterben der Herren von Rauheneck mit Vögten und Burgmannen. 1300 hatte Konrad Staudigel dieses Amt inne. 1304 erschien ein Wolvelin (wohl ein Stein zu Altenstein) als Amtsträger. 1338 ist Heinrich von Sternberg als Erbburgmann auf Rauheneck nachweisbar. Im selben Jahr huldigte auch Albrecht von Aufseß als Erbburgmann auf Rauheneck.
1341 saß Heinrich von Wiesen auf der Veste, 1346 Hans Truchseß von Birkach. 1364 wurde Apel Fuchs urkundlich genannt. Vor 1378 war Gecke von Füllbach Amtmann zu Rauheneck.
Im 14. und 15. Jahrhundert saßen die Marschalk von Rau(h)eneck als würzburgische Dienstmannen auf der Burg. 1378 erschien Dietz Marschalk als Erster seines Geschlechtes auf der Veste. Dietz investierte 280 Gulden in den Ausbau seiner Amtsburg, die er später vom Hochstift zurückerhalten sollte. Er musste zusätzlich 120 Gulden für das Burggut hinterlegen. Seit seinem Amtsantritt war das Burggut mit der Amtmannschaft verbunden.
Bis 1379 wohnten auch die Kemmerer als Ganerben auf der Burg. Apel Dietrich und Bernhard Kemmerer verkauften schließlich ihre Anteile an die Familie Marschalk. 1430 investierten die Marschalk angesichts der Bedrohung durch die Hussiten nochmals 200 Gulden in die Modernisierung der Veste.
1445 belehnte das Hochstift Wilhelm Marschalk nochmals mit Rauheneck. Heinz Marschalk gab das Lehen 1476 an Würzburg zurück. Damals war die Burg verpfändet und wurde mit barer Münze vom Hochstift ausgelöst. Nach dieser Pfandauslösung begann die schrittweise Vereinigung der Ämter Ebern, Seßlach, Bramberg und Rauheneck. Christoph Fuchs, bisher Amtmann zu Ebern und Seßlach, verwaltete nun auch das Amt Rauheneck.
1483 war die Herrschaft nochmals für 1000 Gulden verpfändet. Nachdem Hartung von Bibra das Pfand 1486 für das Hochstift ausgelöst hatte, wurde ihm die Burg als Sitz zugewiesen. Er musste sich verpflichten, dort stets drei Reisige (Kriegsknechte) und die zugehörigen Pferde bereitzuhalten.
Nachdem auch die Familie Marschalk 1550 mit Friedrich Marschalk ausgestorben war, fiel die Burg endgültig an das Bistum Würzburg zurück. Während des Dreißigjährigen Krieges wurde das Amt als Werbungsplatz für zwölf Kompanien Fußvolk genutzt. 1633/34 kampierten zwei Reiterverbände auf der Burg, die damals unter schwedischer Verwaltung stand. Der schwedische Amtmann Lorenz Scheffer musste wenig später wieder den katholischen Würzburger Amtsleuten weichen.
Die Anlage wurde als würzburgischer Amtssitz noch bis ins ausgehende 17. Jahrhundert instand gehalten und 1720 verlassen. Das würzburgische Doppelamt Bramberg-Rauheneck wurde 1685 in die nahe Amtsstadt Ebern verlegt. Beide Ämter waren bereits 1560 vereinigt worden. Als letzter Amtmann räumte Liborius Friedrich von Hausstein die einsam gelegene Höhenburg und bezog den neuen Amtssitz in der Stadt.
Seit 1829 sind die Freiherren von Rotenhan Eigentümer der Burganlage, die seitdem nahezu ungehindert verfiel. Erst im Juli 2006 wurde mit der Notsicherung der Burg begonnen, nachdem der Landkreis Haßberge das Areal für die nächsten Jahrzehnte pachten konnte. Als vorbereitende Maßnahme fand eine archäologische Lehrgrabung unter der Leitung eines Mittelalterarchäologen (Joachim Zeune) statt.

### Kapelle
Bereits 1232 wurde eine Kapelle auf der Burg erwähnt, die in die Pfarrei Ebern eingegliedert war. Für 1428 ist ein Kaplan nachweisbar. Die Bevölkerung der umliegenden Dörfer Jesserndorf und Bischwind besuchte dort den Gottesdienst und musste dem Eberner Pfarrer jährlich fünf Pfund Heller als Entschädigung zahlen (1435). Das Gotteshaus war dem heiligen Johannes dem Täufer geweiht und befand sich schon im Zwinger der Burg. 1436 gestattete der Würzburger Bischof die Anlage eines Friedhofes.
Die Kirche wurde nach der Räumung der Burg noch bis 1745 genutzt. Das Pfarrhaus war allerdings bereits 1615 verlassen worden.
Ursprünglich lag die Burgkapelle offenbar im Erdgeschoss des Palas neben der späteren Torwächterstube. Dort hat sich in der Außenwand ein schmales Spitzbogenfenster erhalten. Möglicherweise diente das Erdgeschoss sogar noch nach dem Bau der neuen Kapelle als Andachtsraum. Auf den Putzresten des rundbogigen Durchganges zur kleinen Wächterstube sind noch zwei Weihekreuze erkennbar.

### Die Müller von Raueneck
1842 erschien in Würzburg die Geschichte des Baunach-Grundes in Unterfranken im Selbstverlag des Verfassers Georg Ludwig Lehnes. Er vertrat die verbreitete Ansicht, dass die Familie der Marschalke von Raueneck im Jahr 1550 erloschen sei.
Am 1. August 1842 veröffentlichte ein G. K. W. Müller von Raueneck in Schleusingen eine „Berichtigung“ dieser Meinung. Er behauptete, ein Nachfahre dieses Geschlechtes zu sein. Angeblich habe ein Georg von Raueneck infolge von Familienstreitigkeiten sein Vermögen verloren und sei deshalb um 1508 in kaiserliche Heeresdienste getreten. Seine Gemahlin, eine geborene von Lichtenstein, soll kurz zuvor verstorben sein. Der Edelmann habe deshalb seinen vierjährigen Sohn Friedrich dem kinderlosen Müller von Frickendorf zur Erziehung übergeben. Dieser habe später den Rauenecker zum Erben eingesetzt, aber verlangt, dass sich das Geschlecht fortan Müller zu Raueneck nennen sollte. Die Rauenecker seien zudem eines Stammes mit den österreichischen Rauheneckern. Lehnes nahm dagegen einen genealogischen Zusammenhang der Familie mit den Herren von Rotenhan an.
Diese „Berichtigung“ wurde unkommentiert dem 2005 erschienenen Nachdruck der Geschichte des Baunach-Grundes beigegeben. Tatsächlich erscheint der Name Müller von Raueneck bis in die Gegenwart in einigen Adelslisten bzw. Verzeichnissen, scheint aber in Deutschland heute nicht mehr geführt zu werden. Der Autor der „Berichtigung“ fügte seinen Ausführungen sogar eine Stammliste der Müller von Raueneck und nicht näherläuterte „Urkundenauszüge“.
Es handelt sich um Georg Karl Wilhelm Müller von Raueneck (Rechtskonsulent und Altertumsforscher), von dem sogar eine Lithografie als Frontispiz eines seiner Werke vorhanden ist.
Georg Karl Wilhelm Müller von Raueneck (1792–1868) stammt vermutlich aus der niederadeligen Familie, die im Baunachgrund im 16. und 17. Jahrhundert ansässig war. Sie waren Vasallen der Herren von Raueneck oder ihrer Nachfolger, der Marschalken von Raueneck. Sie besaßen Güter in Bischwind, Vorbach und anderen Orten. Im Moment können die Angaben zu seiner Familiengeschichte nicht überprüft werden.
(Sächsisches Staatsarchiv, 12881 Genealogica, Nr. 3292)
Er war in Schleusingen ansässig und gab verfasste den Band „Denkschrift oder Geschichte und Beschreibung der Stadt Schleusingen, 2. Bde.“ Schleusingen, (1833/34–1838)
Weitere Werke:
"Geschichte und Beschreibung des gräflichen Stammschlosses Alt-Henneberg"
Schleusingen, 1834
"Altgeschichtliche seltene Nachrichten von Suhl"
1841
"Geschichte des Schlosses Huhnberg und seiner Besitze"
Schleusingen, Jungmann, 1835

Literatur: Möhring, Kerstin: Ein bedeutender Schleusinger und sein Domizil: Georg Karl Wilhelm Müller von Raueneck und das Schicksal seiner Rauenecksburg. In: Schleusinger Blätter, Bd. 3 (2006), S. 30–31.

## Beschreibung

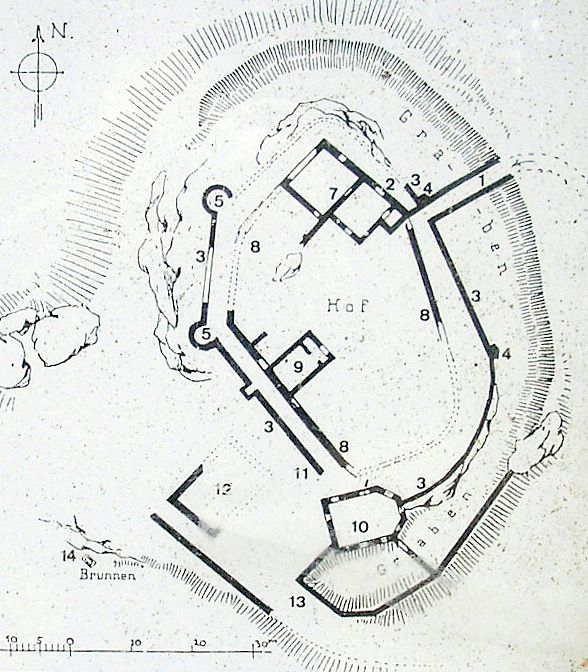
Plan der Burganlage (Kunstdenkmälerinventar von 1916, Infotafel vor der Burg)

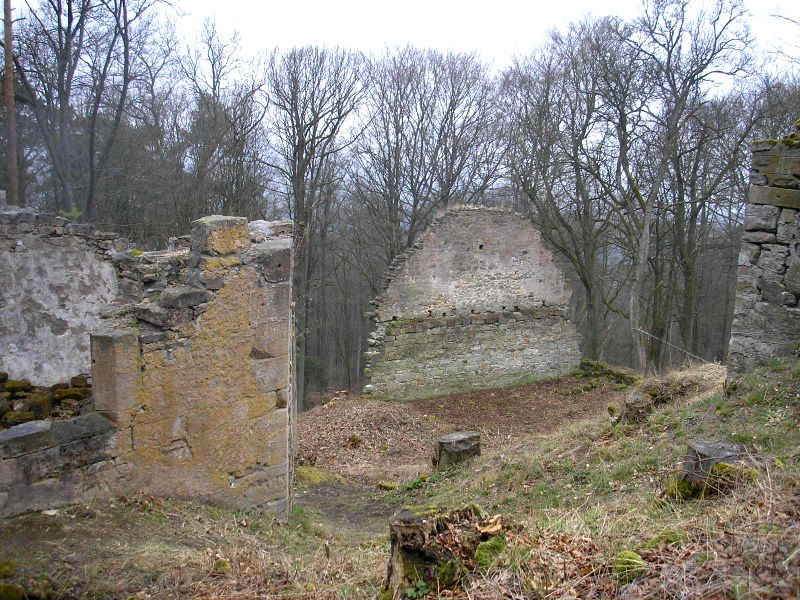
Kapelle und Unterburg

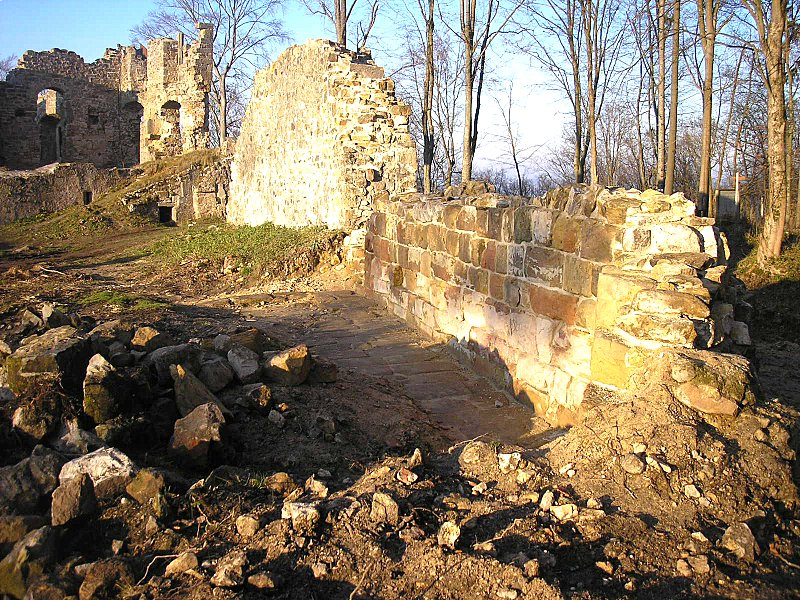
Die freigelegte ältere Ringmauer mit dem Bodenbelag

Erhalten sind Teile der eindrucksvollen hussitenzeitlichen Zwingeranlagen mit zwei Rundtürmen und einem Schießerker, die Ruinen des Palas und der spätgotischen Burgkapelle sowie zweier Kellergewölbe.
Heute betritt man die Anlage an der Ostseite über eine steinerne Bogenbrücke des 16./17. Jahrhunderts. Diese Brücke wurde nötig, nachdem man den Haupteingang neben den Palas verlegt hatte und den Halsgraben vor den Zwingeranlagen überqueren musste. Ein zugesetztes früheres Tor hat sich rechts davon im Erdgeschoss des Palas erhalten. Das ursprüngliche Haupttor könnte in der Mauerlücke vor der Kapelle auf der anderen Seite der Burg gelegen haben (Rekonstruktion Zeune).
Beim Bau der Brücke wurde einer der beiden Schießerker des Zwingers größtenteils beseitigt. Der erhaltene Erker ist in seinem Bestand akut gefährdet, der linke Teil schon seit Jahrzehnten eingestürzt. Bei der Sanierung von 2018/19 konnte der Erker jedoch teilsaniert werden.
Rechts erheben sich die Ruinen des notgesicherten Palas (13. bis 16. Jahrhundert). Die riesigen Renaissance-Fenster des Obergeschosses bringen ernste denkmalpflegerische Probleme mit sich. Eines der Fenster wurde mit einem Stahlträger unterfangen. Interessant ist eine kleine Kaminanlage in der winzigen Kammer neben der Brücke. Dabei dürfte es sich um die Torwächterstube gehandelt haben. Von der sonstigen Innenbebauung haben sich nur Mauerreste und Kellergewölbe erhalten.
Ob die Burg jemals einen Bergfried besessen hat, konnte nicht festgestellt werden. Als möglicher Standort eines solchen Hauptturmes wird von einigen Burgenforschern eine Schutthalde westlich des Palas in Erwägung gezogen. Eine stark stilisierte Abbildung auf einer Karte von 1665 zeigt neben der Kapelle einen Turm mit Satteldachbekrönung. Diese Illustration wird etwa im Web-Projekt Burgen in Bayern des Hauses der Bayerischen Geschichte als Nachweis des Bergfrieds der Burg angesehen. Die schematisierte Darstellung lässt jedoch sicherlich keinen Rückschluss auf die tatsächliche Existenz eines solchen Baukörpers zu. Bis zu einer fachkundigen archäologischen Untersuchung des mutmaßlichen Turmstandortes müssen alle diesbezüglichen Überlegungen spekulativ bleiben. Allerdings musste sich Dietz Marschalk 1378 bei seinem Amtsantritt verpflichten, den Türmer und den Torwart zu entlohnen.
Bemerkenswert ist die Ruine der spätgotischen ehemaligen Burgkapelle, die bastionsartig in den Halsgraben vorspringt. Es sind noch Putzreste mit den originalen Weihekreuzen erhalten.
Gerade die Kapelle ist stark vom zunehmenden Vandalismus auf der Ruine betroffen. Anfang 2005 wurde ein Teil des schönen Kaffgesimses der Außenseite in den Burggraben geworfen. Einige Bauschäden resultieren aus einem fehlerhaften Sanierungsversuch der Mauerkronen Ende des 20. Jahrhunderts durch eine Jugendgruppe. Um 1980 wurde in der Kapelle bei einer Raubgrabung ein menschliches Skelett freigelegt, was auf eine Gruft oder Grablege unter dem Gotteshaus hindeutet.
Von der talseitigen Zwingeranlage sind noch zwei Rundtürme, ein langes Stück der Zwingermauer links von der Kapelle sowie anschließend ein als Zisterne gedeuteter turmartiger Vorsprung zu sehen.
Unterhalb der Hauptburg war eine große Vorburg vorgelagert. Dort steht noch die Giebelwand eines großen scheunenartigen Gebäudes. 2008 konnte auch dieser Burgteil notgesichert werden. Im Umfeld sind weitere Mauerreste, Felsbearbeitungen und ein steinerner Brunnentrog zu finden. Weiter oben befindet sich der Eingang zu einer geräumigen, künstlich erweiterten Höhle, die offensichtlich als Keller genutzt wurde.
Nordöstlich der Burg weist ein mächtiger Felsklotz deutliche Spuren menschlicher Bearbeitung auf. Auf der Oberseite ist eine rechteckige Vertiefung eingemeißelt, möglicherweise eine weitere Zisterne. Nebenan erinnert ein Gedenkstein an den ungeklärten Mord an einer Beerensucherin Anfang des 20. Jahrhunderts. Der dahinter erkennbare Steinbruch dürfte bereits im Mittelalter die Werksteine für den Bau der Burg geliefert haben.
Die gesamte Burganlage wurde aus dem dort anstehenden Sandstein gebaut. Zahlreiche schöne Architekturteile liegen unbeachtet und moosüberwachsen auf dem Waldboden.
Die Anlage war stark einsturzgefährdet, im Sommer 2006 wurde jedoch mit der Notsicherung begonnen und 2018/19 wurden weitere Maßnahmen durchgeführt. Der Verfall wird durch einen regen Esoterik- und Okkultismustourismus beschleunigt.
Die Burg ist eine Station des Burgenkundlichen Lehrpfades des Landkreises Haßberge.

## Die Burgsage
Auffällig ist die Übereinstimmung der Burgsage von einem vergrabenen Schatz, der nur von einem Sonntagskind gehoben werden kann, mit der nahezu identischen Burgsage der gleichnamigen Burg Rauheneck bei Baden in Niederösterreich. In beiden Überlieferungen wird der Schatz von einem ruhelosen Geist bewacht. Der Schatzsucher muss in einer Wiege geschaukelt worden sein, die aus dem Holz eines auf der Mauerkrone der Burg gewachsenen Kirschbaumes gezimmert wurde. Die Übereinstimmung beider Sagen bemerkte bereits Ludwig Bechstein in seinem Deutschen Sagenbuch von 1853 (Das Kirschbäumchen auf Burg Raueneck, Nr. 827). Möglicherweise wurde die Sage im frühen 19. Jahrhundert wegen der Namensgleichheit von der bekannteren Burg Rauheneck im Wienerwald nach Franken übertragen.

## Notsicherung
Im Zuge der archäologischen Lehrgrabung wurden einige, durch Raubgrabungen entstandene Gruben verfüllt und ein Teil der hochmittelalterlichen Ringmauer der Kernburg freigelegt. Hierbei kamen ein Rest eines Bodenbelags aus Steinplatten und ein Küchenschacht zum Vorschein. Die Ausgussöffnung sitzt in der Mauer, der teilweise erhaltene Kanal führte vor der Errichtung der Zwingeranlage in den Graben.
Bis Ende 2006 wurden weitere Konservierungsmaßnahmen am Palas durchgeführt. Hier konnte auch das klaffende Loch im Kellergewölbe geschlossen werden (Ziegelausmauerung). Eines der akut einsturzgefährdeten Renaissancedoppelfenster erhielt einen stützenden Innenrahmen aus Stahl.
Auch das Mauerwerk der freigelegten Ringmauer mit seinem Opus-spicatum-Füllwerk wurde bereits gesichert, ebenso die Mauerkronen der Kapelle. Die in jüngster Zeit verlorenen Architekturdetails (Kapelle und Palas, Quermauer zum Burghof) werden aber offenbar nicht rekonstruiert.

## Sicherung 2018/19
Die Deutsche Stiftung Denkmalschutz stellte insgesamt 85000 Euro zur Verfügung, um die gravierendsten Bauschäden zu sichern und die Burgruine wieder zugänglich zu machen. Ein Schwerpunkt war die Teilrekonstruktion des Schießerkers in der östlichen Zwingermauer mit originalen Werksteinen, die sich im Halsgraben fanden. Die Firma Kirchner erstellte ein Lehrgerüst, mit dem die Werksteine mechanisch eingesetzt werden konnten. Auch andere wesentliche Bauteile konnten so gesichert werden.
Eine neue Informationstafel wurde erstellt und der alte, fehlerhafte Grundriss von 1916 wurde durch ein modernes Aufmaß (Büro für Bauforschung M. Engelhardt) ersetzt. Hierbei zeigte ein LIDAR-Scan (eine lasergestützte Fernerkundungsmethode) eine neue, kaum erkennbare Vorburg.
2019 verschwand – noch während der Sanierung – ein dreiteiliger schwerer Steinbogen, der auf einem Stein das Wappen der Rauenecker trug.

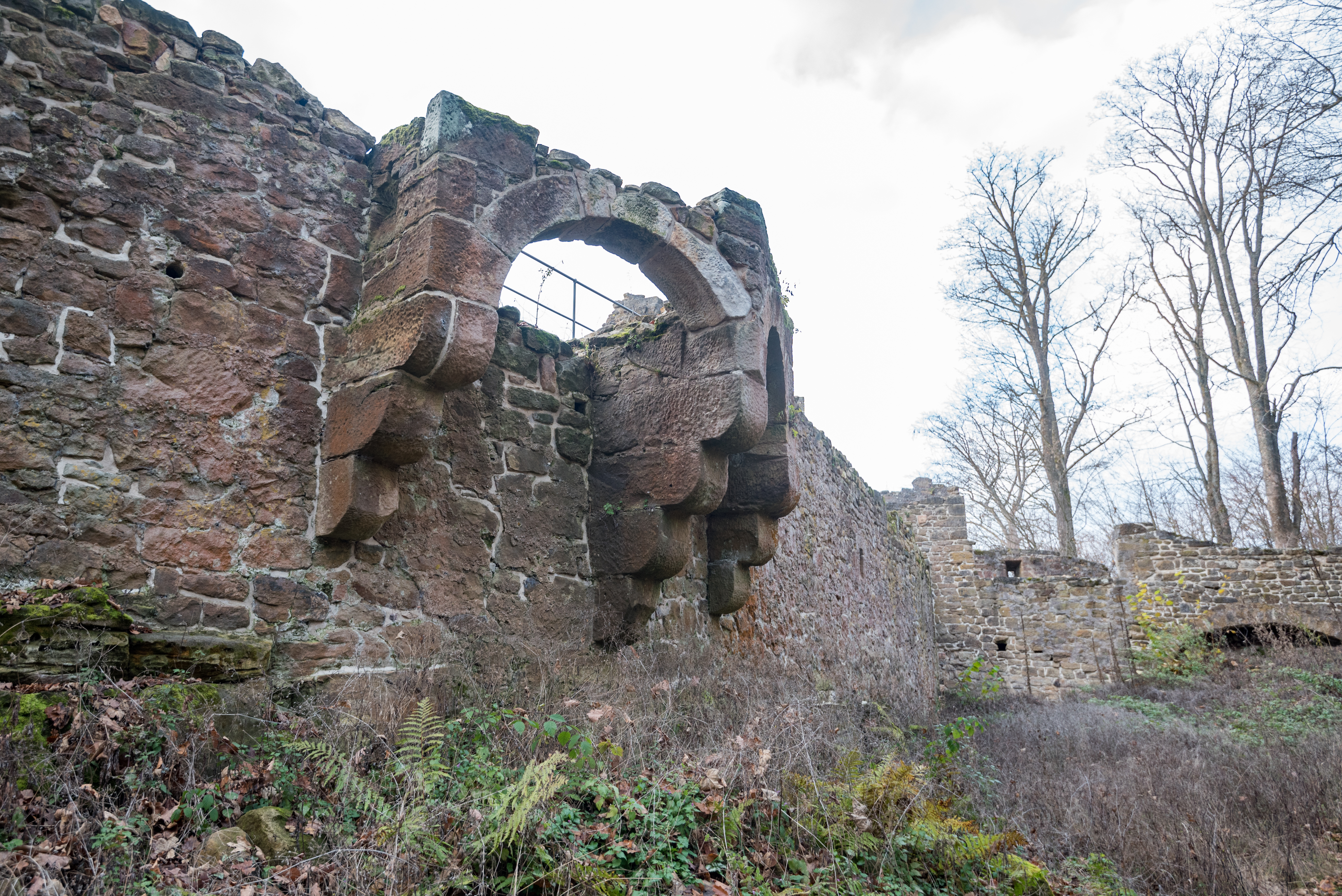
Der Schießerker im Zwinger nach der Teilrekonstruktion von 2018/19

## Dokumentation
Die Burgruine Rauheneck kurz vor und während der Notsicherung der Jahre 2006 und 2007.

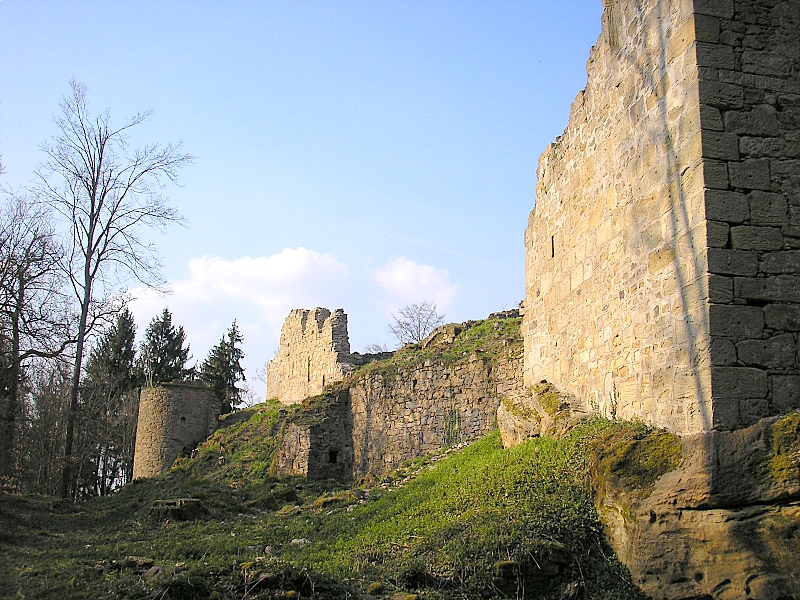
Die Westseite der Burg von Süden mit der Kapelle und dem südwestlichen Zwingerturm
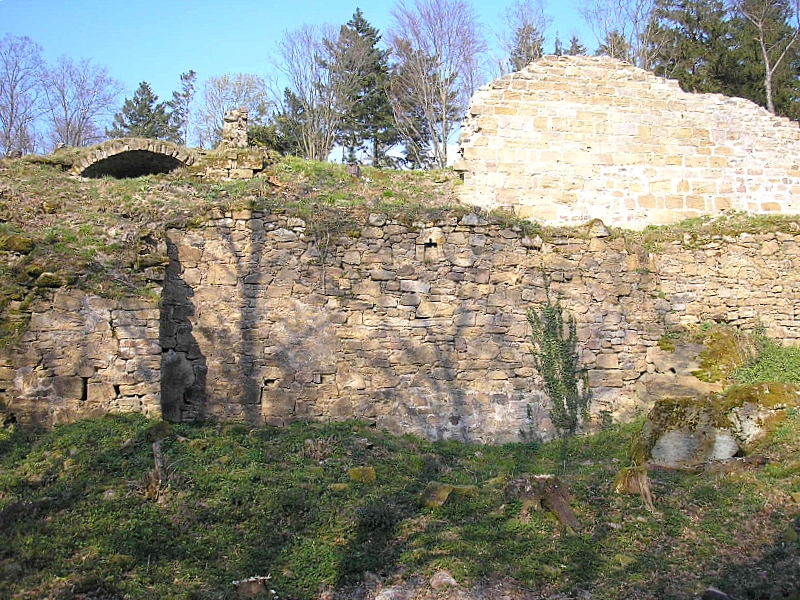
Der Westzwinger mit dem Zisternenturm (links), darüber eines der beiden erhaltenen Kellergewölbe
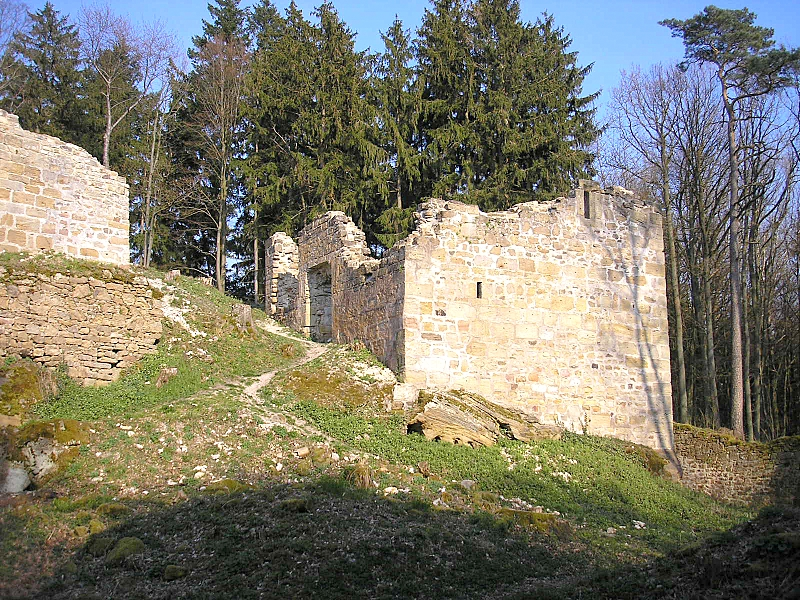
Die Burgkapelle von der Unterburg. Links das mutmaßliche hochmittelalterliche Haupttor. Zustand vor der Sanierung
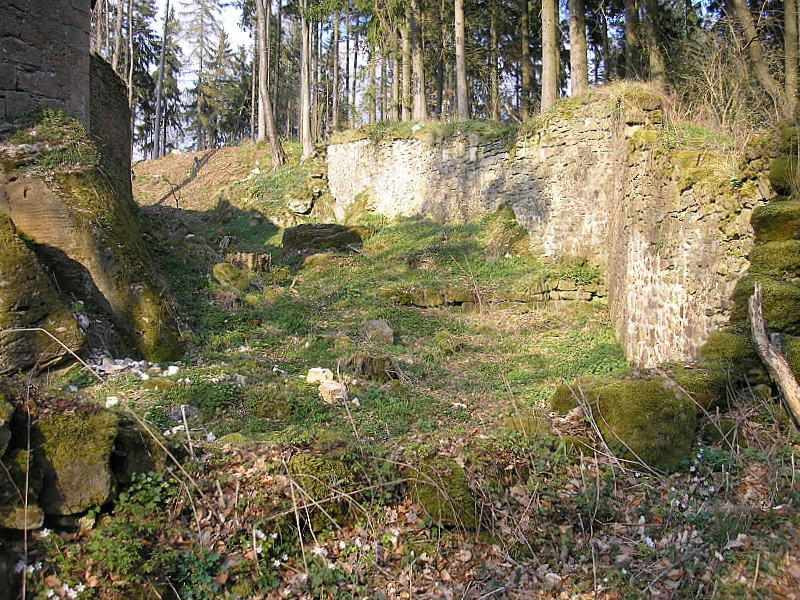
Der Halsgraben nach Nordwesten mit dem Fundament der Quermauer
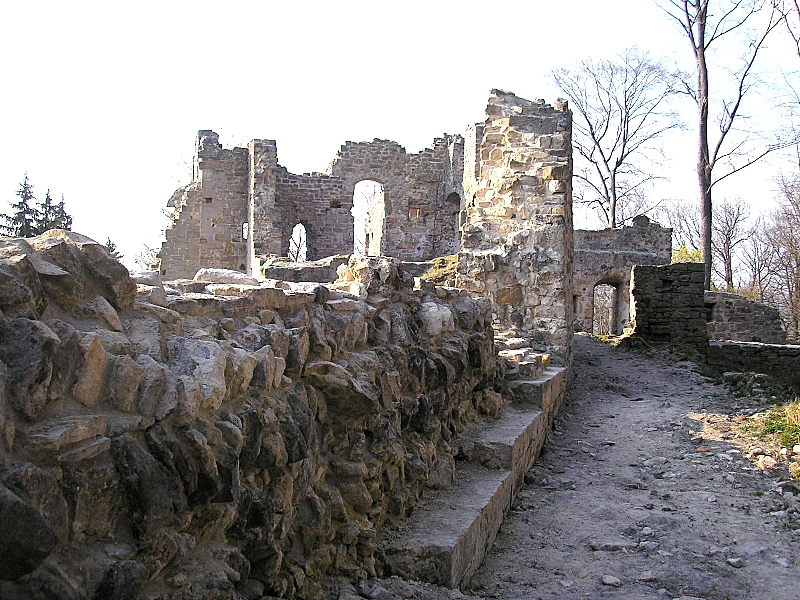
Blick aus dem Ostzwinger auf den Palas. Links das freigelegte Füllmauerwerk der hochmittelalterlichen Ringmauer
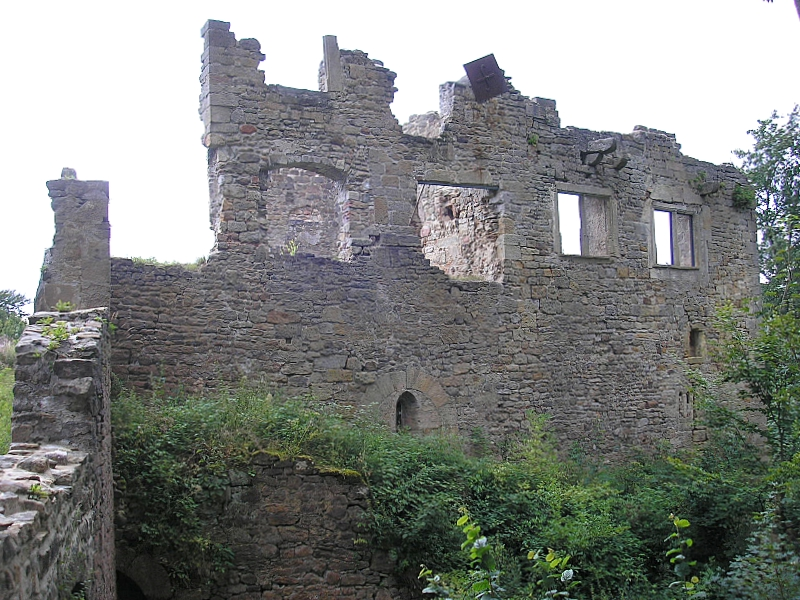
Der notgesicherte Palas von Osten. Links neben der Brücke ein Rest der Zwingermauer. Das rechte Fenster des Obergeschosses wurde durch einen Stahlrahmen gesichert
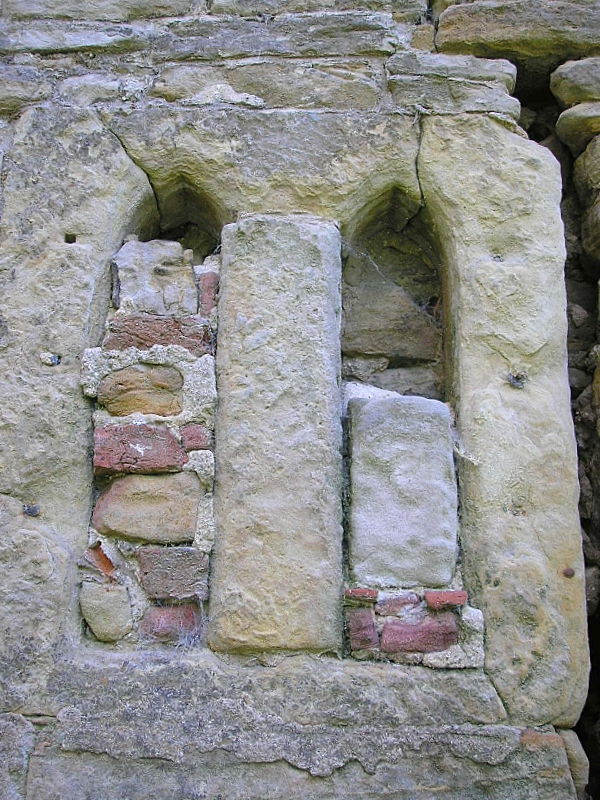
Zweitversetztes hochgotisches Doppelfenster im Erdgeschoss der Ostwand des Palas
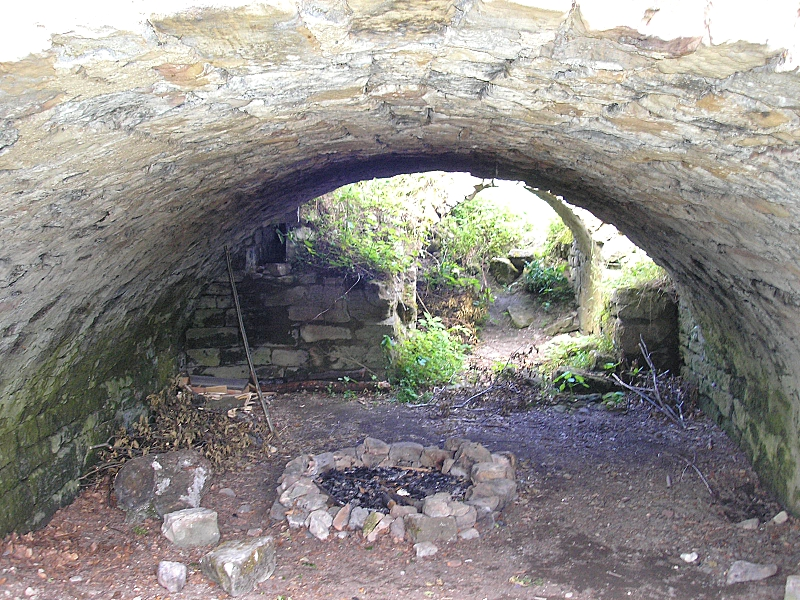
Das westliche Kellergewölbe nach Osten
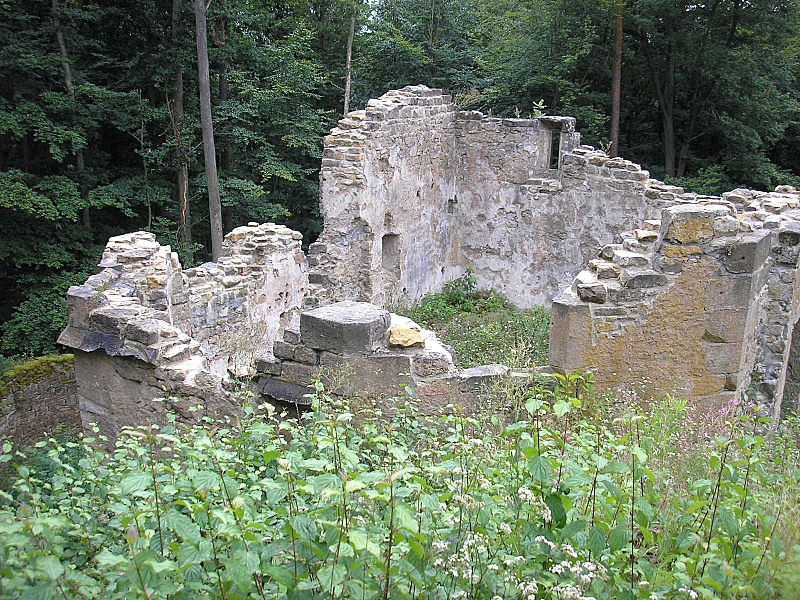
Die Burgkapelle nach der Sicherung der Mauerkronen (August 2007)
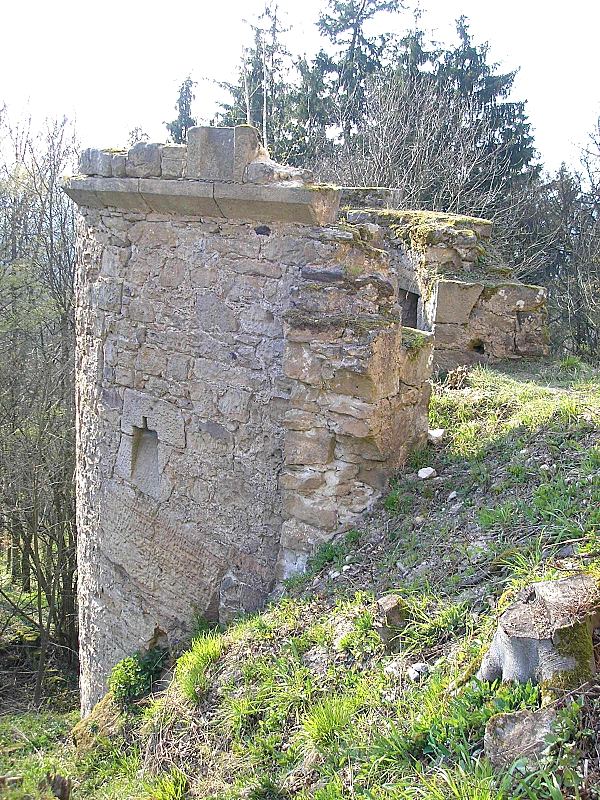
Der südwestliche Zwingerturm
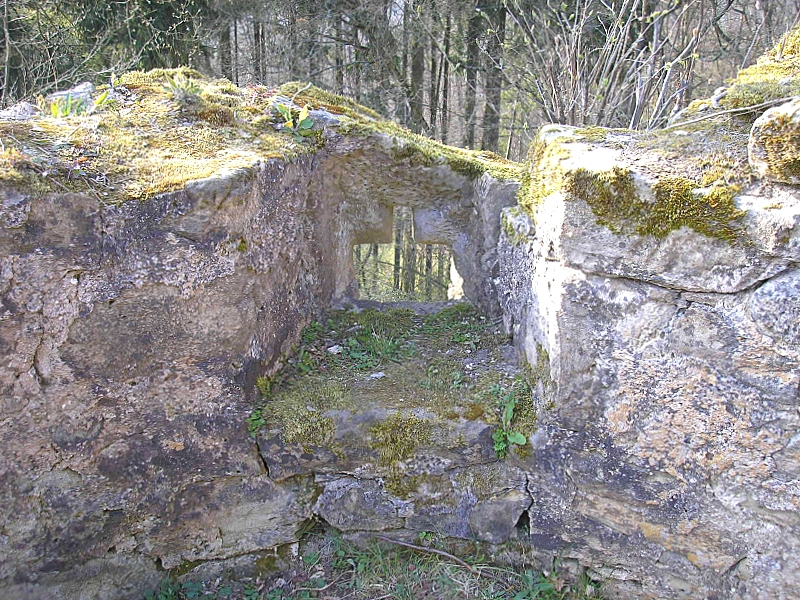
Schießscharte des nordwestlichen Zwingerturms
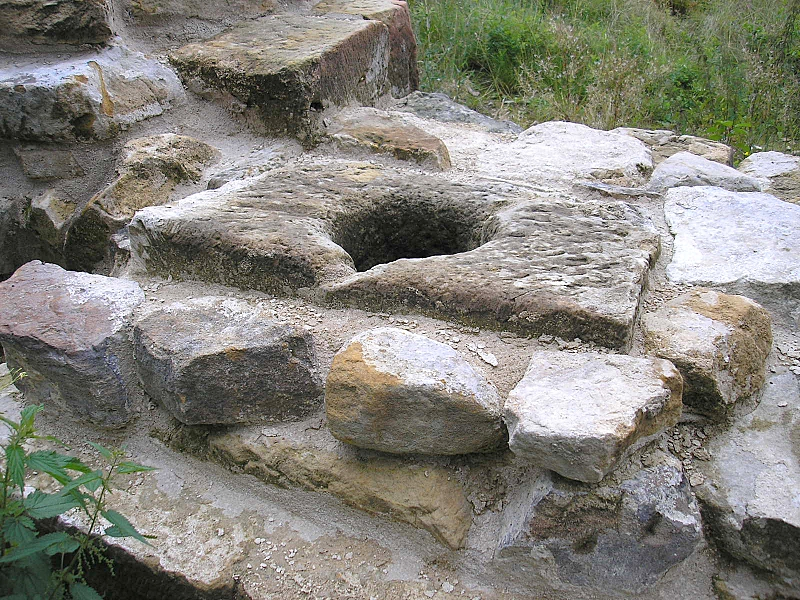
Ausgusstein in der hochmittelalterlichen Ringmauer der Ostseite. Der Schacht öffnete sich vor dem Bau der Zwingeranlage in den Burggraben

## Bamberger Kreuzweg
Der Bamberger Kreuzweg von 1503 ist der älteste Kreuzweg, der in Deutschland erhalten blieb. Vermutlicher Stifter war der Ritter Heinrich Marschalk von Ebneth zu Rauheneck, der in Beziehungen zum Kloster Michelsberg in Bamberg stand, für das er mehrfach in juristischen Angelegenheiten und als Berater tätig war. Zudem sorgte 1519 er zusätzlich durch eine erneute Stiftung für die Erhaltung der Bildtafeln. Er war unverheiratet und kinderlos.
Der Kreuzweg führt von der Elisabethenkirche in der Sandstraße zur Spitalkirche St. Getreu.
Auch der Kreuzweg zu Nürnberg vom Adam Kraft, von dem noch wenige Stationen erhalten sind, wurde von ihm gestiftet.